# Pena di morte in Romania
La pena di morte in Romania è stata abolita nel 1989, e nel 1991 è stata proibita dalla Costituzione.

## Storia
Nel 1945 furono approvati due statuti che si occupavano di crimini di guerra; l'anno successivo, Antonescu e alcuni suoi seguaci furono giustiziati da un plotone d'esecuzione. Tra il 1945 e il 1964, in gran parte coincidente con il ruolo di Gheorghe Gheorghiu-Dej, 137 furono giustiziate in Romania, inclusi Lucreţiu Pătrăşcanu, Eugen Ţurcanu, la Gang Ioanid, il gruppo Berne, membri della movimento di resistenza anti-comunista e manifestanti durante la Rivoluzione ungherese del 1956. Queste esecuzioni avvennero a seguito di una legge del 1949 che prevedeva pena di morte per reati contro lo stato comunista e l'economia pianificata. La nuova versione del codice del 1936 prevedeva la pena di morte per alcuni crimini contro la pace dello Stato e l'umanità, per omicidio aggravato e furto che cagionava la morte; nel 1957, l'appropriazione indebita su larga scala con successivi danni all'economia nazionale venne aggiunta alla lista dei reati capitali.

## L'abolizione della pena di morte
Dopo che i Ceauşescu furono fucilati, i leader del Fronte di Salvezza Nazionale abolirono, con un decreto, la pena di morte;alcuni Rumeni percepirono ciò come un modo, da parte dei Comunisti di evitare le condanne e ne chiesero la reintroduzione, mediante una serie di proteste, inscenate durante il gennaio 1990. Il 27 febbraio 1991, la Romania ratificò Second Optional Protocol to the International Covenant on Civil and Political Rights Second Optional Protocol to the International Covenant (Legge nr. 7/1991).
La nuova Costituzione ratificò a dicembre la proibizione esplicita alla pena di morte. La Costituzione prevede che nessun emendamento è consentito se prevede la soppressione dei diritti e delle libertà fondamentali, interpretandolo nel senso che la pena di morte non può essere reintegrata fin quando la costituzione stessa sarà in vigore. La Romania è inoltre parte della Convenzione europea per la salvaguardia dei diritti dell'uomo e delle libertà fondamentali (dal 1994) e della Carta dei diritti fondamentali dell'Unione europea (dal gennaio 2007), in entrambi i documenti come abolizionista.